# Hoven Droven
Hoven Droven (Го́вен Дро́вен) — шведський фолк-роковий гурт, утворений 1989 року. Гурт виконує здебільшого інструментальні композиції, аранжування давніх шведських народних мелодій. Назву гурту взято з ємтландського діалекту шведської мови, де вона приблизно означає «хай там як».
Їхній альбом 2006 року Jumping at the Cedar було номіновано на премію Ґреммі 2007 в категорії фолк-музика.

## Учасники
Теперішні
- Pedro Blom — бас-гітара
- Jens Comén — саксофон
- Kjell-Erik Eriksson — скрипка
- Björn Höglund — ударні, перкусія
- Bosse «Bo» Lindberg — гітара

Колишні
- Gustav Hylén — труба, флюґельгорн
- Janne Strömstedt — клавішні

Запрошувані
- Ulrika Bodén — спів
- Sofia Sandén — спів

## Дискографія
Альбоми
- Hia-Hia (1994)
- Grov (1996)
- Groove (1997)
- More Happy Moments with Hoven Droven (1999)
- Hippa (2001)
- Turbo (2004)
- Jumping at the Cedar (2006)
- Rost (2011)